# Décès en 867
Décès
- 863
- 864
- 865
- 866
- 867
- 868
- 869
- 870
- 871

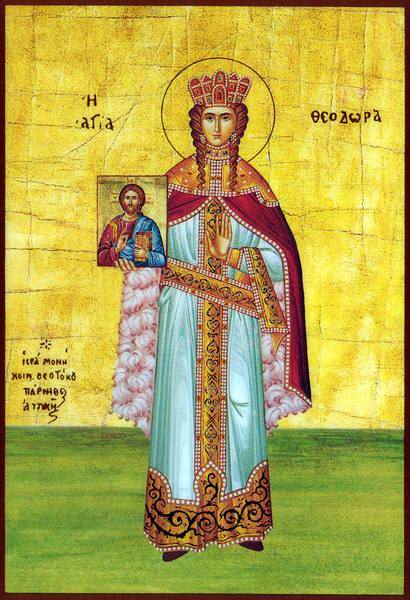
Théodora morte en 867.

Cette page dresse une liste de personnalités mortes au cours de l'année 867 :
- 11 février : Théodora, épouse de l'empereur byzantin Théophile, régente de l'empire de 842 à 856.
- 21 mars :  
  - Osbeth, roi de Northumbrie.
  - Ælle de Northumbrie, roi de Northumbrie.
- 23 septembre : Michel III, empereur byzantin.
- 9 novembre : Fujiwara no Yoshimi, courtisan, politicien et homme d'État japonais de l'époque de Heian.
- 13 novembre : Nicolas Ier, pape.
- décembre : Al-Jahiz, écrivain, encyclopédiste arabe mutazilite.

- Achot Cécéla, noble géorgien.
- Auisle, ou Ásl, roi viking ou peut être Celto-scandinave, actif en Irlande et dans le nord de la Grande-Bretagne.
- Galindo Ier Aznárez, comte d'Aragon.
- Eahlstan, évêque de Sherborne.
- Louis, abbé de Saint-Denis, Saint-Riquier puis Saint-Wandrille, chancelier de son oncle Louis Ier le Pieux, puis de Charles le Chauve.

## Crédit d'auteurs
- Cet article est partiellement ou en totalité issu de l'article intitulé « 867 » (voir la liste des auteurs).